# Hildegardia mauritiivaga
Hildegardia mauritiivaga är en insektsart som beskrevs av Günther, K. 1974. Hildegardia mauritiivaga ingår i släktet Hildegardia och familjen torngräshoppor. Inga underarter finns listade i Catalogue of Life.